# مخيم الشابورة
الشابورة أحد  مخيمات اللاجئين في قطاع غزة قامت الأونروا ببنائه في بداية الخمسينات اثر حرب 48.
يعيش  في المخيم أكثر من اربعين ألف نسمة على مساحة صغيرة جدا لا تزيد عن خمسة عشر كيلو متر مربع

## سبب التسمية
كلمة الشابورة تعني بالعامية منطقة متبقية من قطعة أرض وعندما بنت الانروا المخيم قامت باسكان جماعة من اللاجئين في قطعة أرض يفصلها عن المخيم سكة الحديد ودرج سكان المخيم على تسمية هؤولاء اللاجئين بسكان الشابورة و هذة التسمية في البداية لم تطلق على المخيم ببلكاته السبعة  وهذة التسمية اكتسبت شهرة عندما اندلعت انتفاضة 1988